# Strzeganowice
Strzeganowice (deutsch Paschwitz; 1937–1945 Fuchshübel) ist ein Ort in der Stadt- und Landgemeinde Kąty Wrocławskie (Kanth) im Powiat Wrocławski der Woiwodschaft Niederschlesien in Polen.

## Geschichte

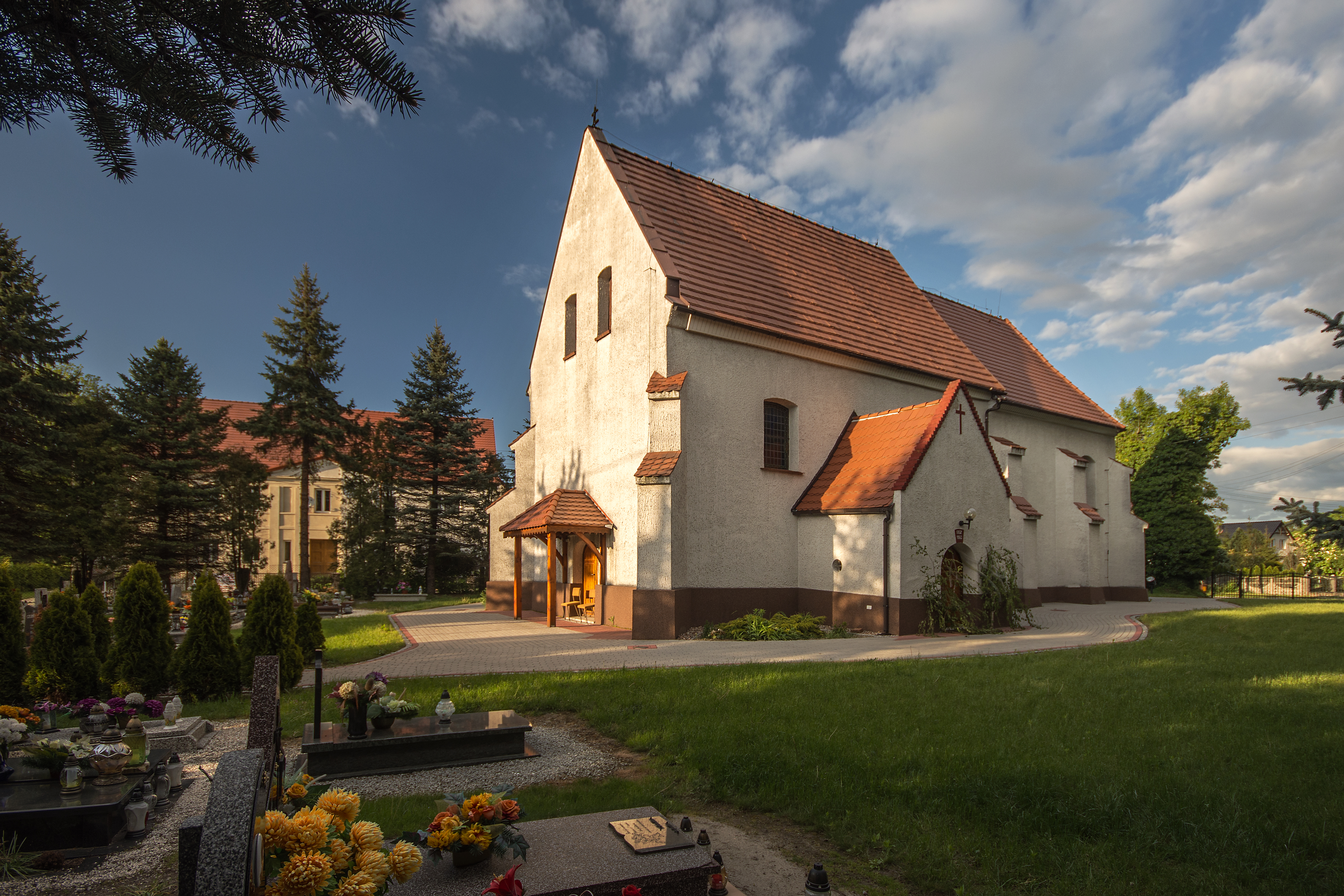
Filialkirche St. Stanislaus

Die Ersterwähnung erfolgte in einer Urkunde von 1155. Der Ortsname variierte in Folge mehrmals: 1312 „Streganowicz“, um 1353 „Paschkowicz“, „Striganowicz“ bzw. „Strigonowciz“, 1360 „Krziszanowicz“. Die örtliche Kirche wurde erstmals 1353 mit zwei Pfarrhuben erwähnt. Nach dem Ersten Schlesischen Krieg fiel Paschwitz mit dem größten Teil von Schlesien 1741/42 an Preußen. 
Bis zur Säkularisation 1810 gehörte Paschwitz dem Domstift in Breslau. Mitte des 19. Jahrhunderts war der Ort dem königlichen Rentamt Breslau zinspflichtig. 1845 besaß ein Regierungspräsident von Kottwitz die örtliche Freischoltisei, während das Zivil-Patrimonium-Gericht über vier Stellen, wie auch der übrigen Dorfgemeinde Justizrat Weidinger in Breslau ausübte. Damals bestand das Dorf aus 42 Häusern, einer Freischoltisei mit Patrimonium-Gerichtsbarkeit, 318 Einwohnern (136 evangelisch und der Rest katholisch), evangelische Kirche zu Kanth, einer katholischen Teilkirche von Kanth unter königlichem und fürstbischöflichen Patronat in der jeden zweiten Sonntag ein Gottesdienst stattfand, einem Wiedmuth, einer Windmühle, zehn Handwerker und vier Händler.
Die Landgemeinde Paschwitz gehörte bis 1945 zum Landkreis Breslau. 1937 erfolgte unter den Nationalsozialisten die Umbenennung in Fuchshübel. Als Folge des Zweiten Weltkriegs fiel Fuchshübel 1945 an Polen und wurde in Strzeganowice umbenannt. Die einheimische deutsche Bevölkerung wurde in Folge vertrieben. Die neu angesiedelten Bewohner waren zum Teil Zwangsumgesiedelte aus Ostpolen, das an die Sowjetunion gefallen war. Von 1975 bis 1998 gehörte Strzeganowice zur Woiwodschaft Breslau.

## Sehenswürdigkeiten
- Römisch-katholische Filialkirche St. Stanislaus aus dem 14. Jahrhundert[2]
- Deutsches Kriegerdenkmal
- Wirtschaftsgebäude des devastierten Herrenhauses aus der Mitte des 18. Jahrhunderts